# NGC 3091
NGC 3091 este o brightest cluster galaxy⁠(d) situată în constelația Hidra. A fost descoperită în 7 februarie 1785 de către William Herschel. Se află la o distanță de 57,2 de megaparseci de Pământ.